# Diocesi di Cairns
La diocesi di Cairns (in latino Dioecesis Cairnensis) è una sede della Chiesa cattolica in Australia suffraganea dell'arcidiocesi di Brisbane. Nel 2023 contava 71.700 battezzati su 298.540 abitanti. È retta dal vescovo Joseph Caddy.

## Territorio
La diocesi comprende la parte settentrionale dello Stato australiano del Queensland, a nord del 18º parallelo sud.
Sede vescovile è la città di Cairns, dove si trova la cattedrale di Santa Monica.
Il territorio è suddiviso in 23 parrocchie.

## Storia
Il vicariato apostolico del Queensland fu eretto il 30 gennaio 1877 con il breve Iamdiu factum di papa Pio IX, ricavandone il territorio dalla diocesi di Brisbane (oggi arcidiocesi).
Gli esordi del vicariato apostolico non furono facili, i missionari italiani che si succedettero fino al 1884 incontrarono l'opposizione del laicato locale, che era in grande maggioranza di origine irlandese. I dissidi culminarono nell'interdetto con cui nel novembre del 1883 il vicario apostolico Paolo Fortini colpì la città di Herberton, che rimane l'unico caso di interdetto in Australia.
Successivamente il vicariato apostolico fu affidato agli agostiniani irlandesi, che poterono far fronte alla scarsità del clero con religiosi del proprio ordine provenienti dall'estero.
Il 10 maggio 1887 ampliò il proprio territorio verso occidente e contestualmente assunse il nome di vicariato apostolico di Cooktown in forza del breve Ecclesiae universae di papa Leone XIII.
L'8 luglio 1941 per effetto della bolla Ad dioecesis gradum di papa Pio XII la sede è stata trasferita da Cooktown a Cairns, il vicariato apostolico è stato elevato a diocesi e ha assunto il nome attuale.
Il 14 febbraio 1967 la diocesi si è ampliata, incorporando la parrocchia di Thursday Island, che era originariamente appartenuta al vicariato apostolico del Queensland, ma nel 1885 era stata ceduta all'odierna diocesi di Darwin.
Il 28 maggio 1967 è stata posata la prima pietra della nuova cattedrale, che è stata consacrata l'8 luglio 1968.

## Cronotassi dei vescovi
Si omettono i periodi di sede vacante non superiori ai 2 anni o non storicamente accertati.
- Tarquinio Tanganelli † (maggio 1878 - ottobre 1878 dimesso)
- Giovanni Cani † (1878 - 3 gennaio 1882 nominato vescovo di Rockhampton)
- Paolo Fortini † (12 febbraio 1882 - gennaio 1884 dimesso)
- John Hutchinson, O.S.A. † (15 gennaio 1884 - 28 ottobre 1897 deceduto)
- James Dominic Murray, O.S.A. † (29 marzo 1898 - 21 febbraio 1914 deceduto)
- John Heavey, O.S.A. † (3 maggio 1914 - 12 giugno 1948 deceduto)
- Thomas Vincent Cahill † (11 novembre 1948 - 13 aprile 1967 nominato arcivescovo di Canberra e Goulburn)
- John Ahern Torpie † (14 settembre 1967 - 5 agosto 1985 ritirato)
- John Alexius Bathersby † (17 gennaio 1986 - 3 dicembre 1991 nominato arcivescovo di Brisbane)
- James Foley (16 luglio 1992 - 21 agosto 2022 dimesso)
- Joseph Caddy, dal 6 giugno 2024

## Statistiche
La diocesi nel 2023 su una popolazione di 298.540 persone contava 71.700 battezzati, corrispondenti al 24,0% del totale.
| anno | popolazione | popolazione | popolazione | presbiteri | presbiteri | presbiteri | presbiteri                | diaconi | religiosi | religiosi | parrocchie |
| anno | battezzati  | totale      | %           | numero     | secolari   | regolari   | battezzati per presbitero | diaconi | uomini    | donne     | parrocchie |
| ---- | ----------- | ----------- | ----------- | ---------- | ---------- | ---------- | ------------------------- | ------- | --------- | --------- | ---------- |
| 1950 | 15.000      | 51.000      | 29,4        | 25         | 1          | 24         | 600                       |         | 17        | 101       | 14         |
| 1959 | 27.500      | 85.000      | 32,4        | 30         | 19         | 11         | 916                       |         | 25        | 137       | 19         |
| 1966 | 30.500      | 92.000      | 33,2        | 37         | 27         | 10         | 824                       |         | 32        | 144       | 23         |
| 1970 | 32.000      | 101.875     | 31,4        | 33         | 26         | 7          | 969                       |         | 27        | 138       | 24         |
| 1980 | 36.000      | 129.319     | 27,8        | 33         | 27         | 6          | 1.090                     |         | 23        | 120       | 24         |
| 1990 | 52.000      | 170.000     | 30,6        | 34         | 27         | 7          | 1.529                     |         | 15        | 91        | 25         |
| 1999 | 59.535      | 228.400     | 26,1        | 33         | 30         | 3          | 1.804                     |         | 11        | 51        | 22         |
| 2000 | 59.529      | 228.335     | 26,1        | 31         | 28         | 3          | 1.920                     |         | 11        | 50        | 24         |
| 2001 | 59.529      | 228.335     | 26,1        | 30         | 27         | 3          | 1.984                     |         | 12        | 48        | 24         |
| 2002 | 59.529      | 228.335     | 26,1        | 29         | 26         | 3          | 2.052                     |         | 12        | 46        | 24         |
| 2003 | 59.529      | 228.335     | 26,1        | 26         | 24         | 2          | 2.289                     |         | 11        | 46        | 24         |
| 2004 | 59.912      | 235.396     | 25,5        | 29         | 28         | 1          | 2.065                     |         | 10        | 42        | 24         |
| 2006 | 59.912      | 235.396     | 25,5        | 28         | 27         | 1          | 2.139                     |         | 6         | 38        | 24         |
| 2013 | 62.260      | 259.346     | 24,0        | 26         | 20         | 6          | 2.394                     | 3       | 17        | 32        | 23         |
| 2016 | 65.391      | 272.124     | 24,0        | 40         | 29         | 11         | 1.634                     | 5       | 17        | 29        | 23         |
| 2019 | 68.510      | 285.135     | 24,0        | 24         | 14         | 10         | 2.854                     | 7       | 17        | 21        | 23         |
| 2021 | 70.535      | 293.700     | 24,0        | 21         | 14         | 7          | 3.358                     | 7       | 13        | 19        | 23         |
| 2023 | 71.700      | 298.540     | 24,0        | 23         | 17         | 6          | 3.117                     | 6       | 12        | 17        | 23         |